# ناحیه میدونگی-آتسیمو
ناحیه میدونگی-آتسیمو (انگلیسی: Midongy-Atsimo District) یک ناحیه در ماداگاسکار است که در آتسیمو-آتسینانانا واقع شده‌است.